# Ixora mocquerysii
Ixora mocquerysii là một loài thực vật có hoa trong họ Thiến thảo. Loài này được Aug.DC. mô tả khoa học đầu tiên năm 1901.